# Johann Braun (Violinist)
Johann Braun (* 29. August 1753 in Kassel; † 1. Januar 1811 in Berlin) war ein deutscher Violinist und Komponist. Er war der Sohn des Violinisten Anton Braun (1729–1798).

## Leben und Werk
Johann Braun war Schüler Johann Gottfried Schwanbergers in Braunschweig. Er wirkte von 1770 bis 1785 als Hofmusiker in Kassel. Danach wirkte er als Hofmusiker, konkret als Konzertmeister der Königin in Berlin. Er veranstaltete zusammen mit Friedrich Franz Hurka im Berliner Hotel Paris öffentliche Konzerte.
Johann Braun galt als herausragender Violinvirtuose und Instrumentalkomponist. Er schrieb Violinkonzerte, Hornkonzerte, ein Cellokonzert op 4, Soli für Fagott und Flöte sowie drei Triosonaten op 3.